# Landgericht Wolfratshausen

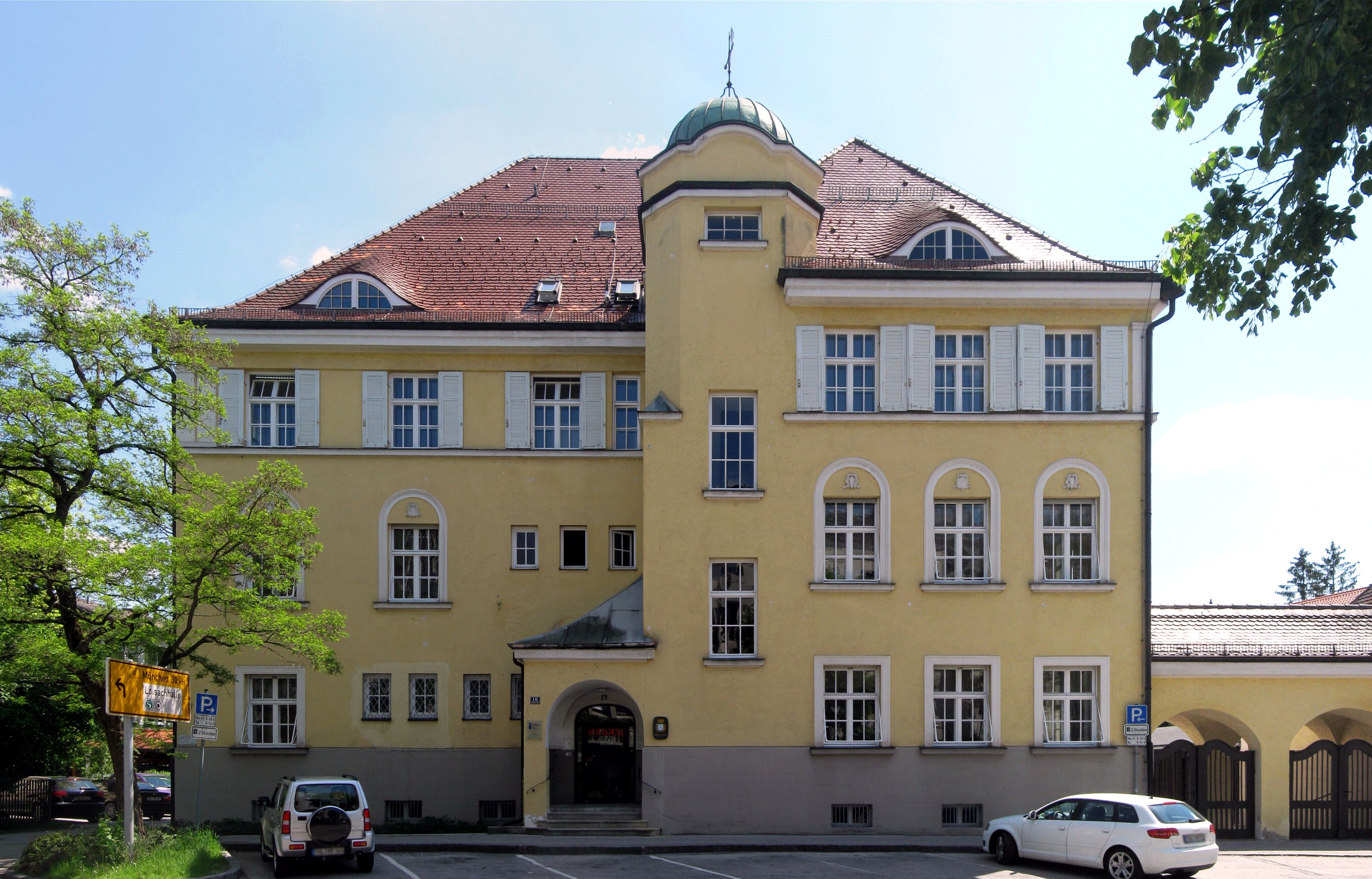
Ehemaliges Landgerichtsgebäude Sauerlacher Straße 16, heute Finanzamt

Das Landgericht Wolfratshausen war ein von 1803 bis 1879 bestehendes bayerisches Landgericht älterer Ordnung mit Sitz in Wolfratshausen im heutigen Landkreis Bad Tölz-Wolfratshausen. Die Landgerichte waren im Königreich Bayern Gerichts- und Verwaltungsbehörden, die 1862 in administrativer Hinsicht von den Bezirksämtern und 1879 in juristischer Hinsicht von den Amtsgerichten abgelöst wurden.
Im Jahr 1803 wurde im Verlauf der Verwaltungsneugliederung Bayerns das Landgericht Wolfratshausen errichtet. Es gehörte ab 1808 zum Isarkreis mit der Hauptstadt München und ab 1838 zu Oberbayern.